# Liste der Byggnadsminnen in Örnsköldsvik (Gemeinde)
Diese Liste der Byggnadsminnen in Örnsköldsvik (Gemeinde) zeigt die Baudenkmale (schwedisch Byggnadsminnen) der Gemeinde Örnsköldsvik in der schwedischen Provinz Västernorrlands län mit den Ortschaften (schwedisch tätorter) Åmynnet, Arnäsvall, Billsta, Bjästa, Björna, Bredbyn, Gideå, Gottne, Husum, Köpmanholmen, Långviksmon, Mellansel, Moliden, Örnsköldsvik, Sidensjö, Trehörnigssjö und Västerhus. Es werden die Byggnadsminnen aufgeführt, die auf dem nationalen Denkmalregister (schwedisch Bebyggelseregistret – BeBR) gelistet sind, welches weitere Informationen zu den registrierten Baudenkmälern enthält.

## Begriffserklärung
Byggnadsminnen (schwedisch für Baudenkmale) sind in Schweden eine Art von Kulturdenkmälern, deren Erhalt und Schutz im Gesetz über die kulturelle Umwelt geregelt sind. Dazu zählen kulturhistorisch wertvolle Gebäude, Ensembles und Anlagen, die gem. den Bestimmungen des kulturminneslag (Kulturdenkmalgesetz) geschützt sind. Der Begriff unterscheidet sich insofern von der Deutung eines Baudenkmals, als das auch Parks, Gärten und andere Anlagen mit kulturhistorischen Wert als Byggnadsminnen eingestuft werden können.

## Legende

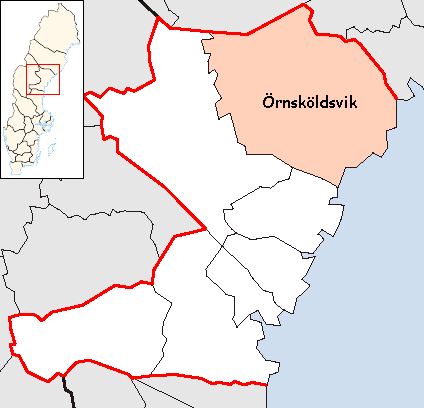
Lage der Gemeinde Örnsköldsvik

| ID           | = | ID.Nr. des Denkmalregisters (BeBR) im „Swedish National Heritage Board“ (Riksantikvarieämbetet (RAÄ)) |
| Lage         | = | Adresse, Flurstück und Koordinatenangabe des Standorts                                                |
| Bezeichnung  | = | Bezeichnung/Name des Bauwerks/Denkmals/Objekts in Landessprache (schwedisch)                          |
| Beschreibung | = | deutscher Name (Funktion/Baujahr, wenn bekannt) sowie eine kurze Beschreibung des Objekts             |
| Bild         | = | Bild des Objekts sowie Verweis auf weitere Bilder                                                     |

## Gemeinde Örnsköldsvik
| ID             | Lage                                                              | Bezeichnung                   | Beschreibung | Bild           |
| -------------- | ----------------------------------------------------------------- | ----------------------------- | --- | -------------- |
| 21000001684481 | Strandgatan 891 33 Örnsköldsvik (Örnsköldsvik 9:1) (Karte)        | Hamnkranarna                  | Hafenkräne Örnsköldsvik (Hafenanlage, 1952 & 1963) Nach dem Zweiten Weltkrieg stieg im Hafen von Örnsköldsvik der Bedarf an mechanischen Hilfsmitteln zum Be- und Entladen der Schiffe; die Hafenbehörde gab 1949 den ersten (grünen) Kran in Auftrag. Dieser ging 1952 in Betrieb und ist ein Wippauslegerkran aus geschweißter Stahlkonstruktionen, welche bei der Montage miteinander verschraubt wurden. Der zweite (blaue) Kran ist eine Kopie des Ersten mit geänderter elektrischer Ausführung und wurde 1963 in Betrieb genommen. Beide Kräne erlaubten eine maximale Last von 6 t im Stückgutbetrieb und 5 t im Greiferbetrieb. Die beiden Kräne (21400000444239 und 21400000444239) waren bis 2002 in Betrieb als der Industriehafen nach Domsjö (ca. 4 km südlicher am Örnsköldsviksfjärden) verlegt wurde, sie stehen seit 2010 unter Denkmalschutz. | Weitere Bilder |
| 21300000012883 | Myckelgensjö 155 895 92 Bredbyn (Myckelgensjö 3:24, 16:2) (Karte) | Gammelgården i Myckelgensjö   | alter Bauernhof Gammelgården (Bauernhof, 1866) Das Gelände und die Gebäude des alten Bauernhofs Gammelgården befinden sich am Nordufer des See Myckelgensjösjön östlich der gleichnamigen Ortschaft Myckelgensjö, etwa 70 km nordwestlich von Örnsköldsvik. Die Ortschaft wurde bereits 1535 erstmalig erwähnt, im 19. Jh. kam es zu einem Rechtsstreit in dessen Folge die Siedlung aufgeteilt und das Herrenhaus verlegt wurde. In den Jahren nach 1860 wurde der Hof errichtet, das Herrenhaus erweitert sowie die umliegenden Gebäude (welche tw. aus dem 18. Jh. stammen und nicht genau datiert sind) ausgebaut. Das Gelände wurde bis in die 1930er Jahre bewirtschaftet, 1940 vom Heimatmuseum Västernorrland übernommen und original restauriert. Heute ist Gammelgården ein Freiluftmuseum, welches im Sommer für Besucher geöffnet hat und seit 1997 unter Denkmalschutz steht. Neben dem Herrenhaus und dem Generationenhaus befinden sich auf dem Gelände Ställe, Scheunen und Lagerhäuser, welche in ihrer Gesamtheit ein gutes Beispiel für einen original erhaltenen Bauernhof in Nordschweden des 19. Jh. darstellen. Von den 28 Gebäuden auf dem Hof stehen 24 Gebäude unter Denkmalschutz, dies sind u.a.: - Herrenhaus (schwedisch Mangårdsbyggnaden), 1855–1866 (21400000581481) - Generationenhaus (schwedisch Förmånsstugan), 1700–1899 (21400000581281) - Scheune (südliche schwedisch Lada), 1700–1899 (21400000694072) - Erdkeller (schwedisch Jordkällare), 1700–1899 (21400000694107) - Heuschober (schwedisch Hölider), 1700–1899 (21400000694097) - Leinenhaus (schwedisch Linhus), 1700–1899 (21400000694096) - Kornspeicher (schwedisch Kornkärrhus), 1700–1899 (21400000694085) - Pferdestall (schwedisch Färdstall), 1700–1899 (21400000694099) - Loftscheune (schwedisch Loftbod), 1700–1899 (21400000694098) - Kochhaus (schwedisch Kokhus) mit Hochscheune (schwedisch Högfähus), 1700–1899 (21400000694103 und 21400000694119) - Stall mit Toilette (schwedisch Stall med Avträde), 1700–1899 (21400000694118) - Langhaus als Lagergebäude (schwedisch Langloge), 1700–1899 (21400000694115) Nordöstlich des Langhaus schließt sich ein Dreschplatzgestell (schwedisch Kornhässja 21400000694114) an, sowie nördlich davon eine Schmiede (21400000694074) mit Kohlenlager und einer Salpeterscheune (21400000694077), wo aus Rinderurin Schwarzpulver gewonnen wurde. | Weitere Bilder |
| 21300000012894 | Skulnäs 218 893 91 Bjästa (Skulnäs 1:23) (Karte)                  | E.W.-stugan, Arbetslösas hem  | Arbeitslosenheim Skulnäs (Unterkunft, 1931) Das Gebäude wurde 1931 von dem Ehepaar Hedvig und Eric Westman als Unterkunft für Arbeitslose und Tagelöhner errichtet, welche in den 1930er Jahren zu Tausenden durchs Land zogen. Es befindet sich direkt neben der E4 etwa 20 km südwestlich von Örnsköldsvik auf einer Landzunge am Westufer des See Skulesjön. Es besteht aus einem großen Raum mit Küche sowie einem Anbau als Lagerraum und ist im Innern so erhalten wie es damals aussah (mit Kachelofen, Milchkannen und Eisenbetten). Die Wände sind mit Filmplakaten aus den 1930er Jahren tapeziert und außen am Haus befindet sich die Aufschrift: „E.W.-Stugan, Arbetslösas hem, Skulnäs“, seit steht es unter Denkmalschutz. | Weitere Bilder |
| 21300000012898 | Modovägen 52 891 31 Örnsköldsvik (Örnsköldsvik 11:2) (Karte)      | Örnsköldsviks station         | Bahnhofsgebäude Örnsköldsvik (Bahnhof, 1892) Das Bahnhofsgebäude in Örnsköldsvik wurde 1892 nach Plänen des schwedischen Architekten Folke Zettervall errichtet. Es ist ein zweistöckiger Backsteinbau mit Walmdach und möblierten Dachgeschoß und einer Fassade aus Stilelementen der Neorenaissance und der Neugotik, wo im Innern die Wartehalle mit Mobiliar im ursprünglichen Zustand erhalten geblieben ist. Ein freistehender Backsteinpavillon ist über die historisch erhalten gebliebene Bahnsteigüberdachung mit einem Satteldach verbunden. Das Gebäude wird heute tw. als Bürofläche genutzt und steht seit 2003 unter Denkmalschutz. | Weitere Bilder |
| 21300000012901 | Hörnäsvägen 115 894 40 Överhörnäs (Främmerhörnäs 4:6) (Karte)     | Gästgivaregården i Överhörnäs | Gasthof Överhörnäs (Wohn- und Gästehaus, 1880) Das ehemalige Gasthaus in Överhörnäs befindet sich etwa 8 km westlich Örnsköldsvik am Südufer des Själevadsfjärden (einem See im Flusslauf des Moälven). Es wurde von der Kaufmannsfamilie Wallinska zwischen 1975 und 1880 errichtet und ist ein zweistöckiges Gebäude mit Steinsockelfundament, welches über ein Giebeldach und Halbgeschoß-Fenster verfügt. Die äußere Gestaltung ist vom Neoklassizismus inspiriert und orientiert sich an den Herrenhäuser des 18. Jh. in Nordschweden. Das Haus wird heute als Wohnhaus genutzt und steht seit 1977 unter Denkmalschutz, wobei das benachbarte Nebengebäude von 1889 (wahrscheinlich früher als Kutscherhaus und Stall genutzt) nicht unter Denkmalschutz steht. | Weitere Bilder |
| 21300000012903 | Prästbordet 105 891 55 Arnäsvall (Arnäs Prästbord 1:51) (Karte)   | Arnäs skola                   | Schule Arnäs (Schule, 1901) Das Schulgebäude von Arnäs befindet sich nördlich der E4 etwa 5 km östlich von Örnsköldsvik auf dem Gelände des Pfarramts gegenüber der Kirche Arnäs. Am Standort wurde 1899 mit dem Bau des Schulhaus begonnen, nachdem das alte Schulgebäude von 1847 zu klein geworden war; es wurde 1901 eröffnet. Es ist ein zweigeschossiges Backsteingebäude mit aufgestockten Mittelbau und am Hang liegenden Untergeschoß. Beidseitig ist die Aufschrift: „FOLKSKOLA“ angebracht und im Südwesten die Jahreszahlen „1899“ und „1901“, das Dachgeschoß (hier befand sich die Wohnung des Lehrers) ist verputzt, was wie ein Fries unter der Traufe des Satteldachs wirkt. Heute wird das Gebäude als Bastel- und Vereinsräume genutzt, es steht seit 1996 unter Denkmalschutz. Ebenso wie die zwei nördlichen Nebengebäude (um 1870, 21400000581626 und 21400000693990) und das südlich gelegene Toilettenhaus (um 1940, 21400000693991). | Weitere Bilder |
| 21300000012904 | Ulvö Hamngata 157 893 99 Ulvöhamn (Ulvön 11:1) (Karte)            | Ulvö gamla kapell             | alte Kapelle Ulvö (Kapelle, 1622) Die alte Kapelle von Ulvö wurde um 1622 an einem anderen Standort errichtet und 1710 an ihren heutigen Standort in Ulvöhamn verlegt. Ulvöhamn ist ein altes Fischerdorf der Gävlefischer am Nordufer des Ulvösundet, einem schmalen Sund der die beiden Inseln Norra Ulvön und Södra Ulvön (etwa 30 km südlich Örnsköldsvik) trennt. Die Kapelle besteht aus einem einfachen Langhaus und einem westlichen Anbau sowie einem freistehenden Glockenturmgestell mit einer Glocke von 1758. Im Innern der rot gestrichenen Kapelle befinden sich Malereien, welche um 1719 angebracht wurden; sie steht seit 1996 unter Denkmalschutz. | Weitere Bilder |